# Copa del Rey de hockey línea
La Copa del Rey de hockey línea es una competición nacional de hockey línea organizada anualmente por la Real Federación Española de Patinaje y que disputan los 8 primeros equipos al final de la primera vuelta de la Liga Élite masculina de hockey línea.

## Palmarés
| Año  | Sede                       | Campeón             | Subcampeón             | Resultado |
| ---- | -------------------------- | ------------------- | ---------------------- | --------- |
| 2021 | Las Palmas de Gran Canaria | Molina Sport ACEGC  | Espanya HC             | B 4-4     |
| 2020 | Valladolid                 | Molina Sport ACEGC  | Espanya HC             | 2-1       |
| 2019 | Valladolid                 | CPL Valladolid      | Espanya HC             | 5-1       |
| 2018 | Valladolid                 | CPL Valladolid      | Metropolitano HC       | 2-1       |
| 2017 | Barcelona                  | HC Rubí Cent Patins | Espanya HC             | 3-2       |
| 2016 | Tres Cantos                | HC Rubí Cent Patins | Tres Cantos Patín Club | 3-0       |
| 2015 | Palma de Mallorca          | Espanya HC          | CPL Valladolid         | 6-0       |
| 2014 | Valladolid                 | CPL Valladolid      | HC Rubí Cent Patins    | 4-3       |
| 2013 | Valladolid                 | HC Rubí Cent Patins | CPL Valladolid         | 3-2       |
| 2012 | Rubí                       | CPL Valladolid      | Espanya HC             | 3-2       |
| 2011 | Valladolid                 | CPL Valladolid      | Espanya HC             | 5-4       |
| 2010 | Bilbao                     | CPL Valladolid      | Espanya HC             | 2-1       |
| 2009 | Las Palmas de Gran Canaria | HC Rubí Cent Patins | Espanya HC             | 3-2       |
| 2008 | Palma de Mallorca          | CPL Valladolid      | Espanya HC             | 7-3       |
| 2007 | Bilbao                     | CPL Valladolid      | HC Rubí Cent Patins    | 3-2       |
| 2006 | Torrevieja                 | HC Rubí Cent Patins | Espanya HC             | 6-3       |
| 2005 | Valladolid                 | CPL Valladolid      | Espanya HC             | 7-6       |
| 2004 | Palma de Mallorca          | Espanya HC          | Igualada HL            | 8-7       |

## Títulos por equipo
| Club                   | Campeón | Subcampeón | Años campeón                                         |
| ---------------------- | ------- | ---------- | ---------------------------------------------------- |
| CPL Valladolid         | 9       | 2          | 2005, 2007, 2008, 2010, 2011, 2012, 2014, 2018, 2019 |
| HC Rubí Cent Patins    | 5       | 2          | 2006, 2009, 2013, 2016, 2017                         |
| Espanya HC             | 2       | 11         | 2004, 2015                                           |
| Molina Sport ACEGC     | 2       | 0          | 2020, 2021                                           |
| Igualada HC            | 0       | 1          |                                                      |
| Tres Cantos Patín Club | 0       | 1          |                                                      |
| Metropolitano HC       | 0       | 1          |                                                      |